# 문일중학교
문일중학교(文一中學校)는 대한민국 서울특별시 금천구 시흥동에 있는 사립 중학교이다.

## 학교 연혁
- 1967년 10월 8일 : 학교 법인 원염 학원 설립
- 1967년 11월 17일 : 설립자 김영실 초대 이사장 취임
- 1968년 3월 1일 : 중학교 초대 교장 김영실 선생 취임
- 1971년 1월 13일 : 문일 중학교 제1회 졸업
- 1976년 3월 12일 : 문일 여자 중학교를 문일 중학교로 학칙 개정
- 1983년 9월 24일 : 학교 법인 문일 학원으로 정관 변경
- 1986년 5월 30일 : 5층 증축으로 특별실 완비 및 소강당 개관, 야외 학습장 개장
- 1988년 10월 8일 : 조일우관(체육관 및 강당) 개관
- 2006년 7월 19일 : 제5대 이사장 김선희 취임
- 2020년 9월 1일 : 제16대 정영재 교장 취임
- 2023년 2월 7일 : 제52회 147명 졸업(졸업생 누계 20,611명)
- 2023년 3월 2일 : 신입생 141명 입학

## 참고 자료
- 문일중학교 - 한국교육학술정보원 학교알리미